# Cerf des Keys
Odocoileus virginianus clavium
Sous-espèce
Le Cerf des Keys (Odocoileus virginianus clavium), ou Cerf à queue blanche des Keys est une sous-espèce du Cerf de Virginie. Leur nom vient de l'archipel de Floride d'où ils sont endémiques : l'archipel des Keys.

## Morphologie
Ce sont des cerfs nains : les mâles adultes pèsent de 25 à 34 kg pour une hauteur au garrot de 76 cm. Les femelles adultes pèsent de 20 à 29 kg pour une hauteur au garrot de 66 cm.

## Histoire et menaces de l'espèce

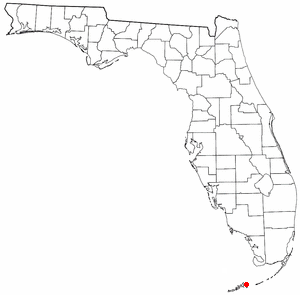
Distribution du Cerf des Keys, au sud de la Floride.

Durant la glaciation du Wisconsin ces cerfs se seraient retrouvés isolés sur des îlots, et auraient donc évolué différemment.
La référence écrite la plus ancienne connue du Cerf des Keys vient des écrits de Hernando de Escalante Fontaneda, un survivant d'un naufrage espagnol qui vécut parmi les Amérindiens de Floride dans les années 1550.
Chassée par les Européens au XVIIIe et au XIXe, puis protégée à partir de 1939, mais menacée par la destruction de son habitat, l'espèce frôla l'extinction dans les années 1950. En 1957, un refuge fut créé pour sauver ces cerfs par Jack Watson.
Aujourd'hui, la population de cerfs des Keys est comprise entre 300 et 800 individus, mais les voitures restent pour eux une forte menace. De plus, bien que les adultes soient bon nageurs, la mortalité chez les jeunes est assez élevée à cause des noyades, mais aussi à cause des attaques de chiens et des voitures.